# Lipovka – Grado
Přírodní rezervace Lipovka – Grado se nacházela na pravém břehu Labe, v sousedství města Čelákovice, ve Středočeském kraji. Předmětem ochrany je dubový les s charakteristickým keřovým a bylinným patrem, vlhké louky, mokřady, tůňkami a jezery říčního původu. Součástí rezervace je část starého říčního ramene Labe zvaná Grado. Hnízdí zde cca 50 druhů ptáků a vyskytuje řada vzácných květin.
Dne 11. srpna 2014 byla ochrana k 21. října 2014 zrušena v souvislosti se vznikem nové rezervace, Káraný – Hrbáčkovy tůně.

## Flora a fauna
Mezi významné rostliny a živočichy této bývalé rezervace patří bradáček vejčitý (Listera ovata), lilie zlatohlávek (Lilium martagon), žebratka bahenní (Hottonia palustris), voďanka žabí (Hydrocharis morsus-ranae), krutihlav obecný (Jynx torquilla), moudivláček lužní (Remiz pendulinus), čolek obecný (Lissotriton vulgaris), rosnička zelená (Hyla arborea), skokan štíhlý (Rana dalmatina).